# Krystyna Grochowska-Iwańska
Krystyna Grochowska-Iwańska (ur. 1940 w Zgierzu) – językoznawca, filolożka polska i rosyjska, archiwistka.

## Życiorys
W 1966 roku ukończyła filologię polską na Uniwersytecie Łódzkim i pracowała w miejscowości Lipsko na Kielecczyźnie. W 1971 roku skończyła filologię rosyjską na Uniwersytecie Jagiellońskim. W 1979 roku doktoryzowała się na  Uniwersytecie Łódzkim z językoznawstwa polsko-rosyjskiego pisząc pracę Użycie przyimka „na” w języku polskim i rosyjskim. Jej promotorem był Kazimierz Bajor. W latach 1971–1980 pracowała w Wyższej Szkole Pedagogicznej w Siedlcach, od 1982 do 1995 roku na Uniwersytecie Łódzkim w Instytucie Filologii Rosyjskiej, a w latach 2001–2015 w Archiwum Państwowym w Płocku. W 1980 roku przeniosła się do Płocka, gdzie mieszkał i pracował jej mąż. W Płocku przez długi czas nie mogła znaleźć zatrudnienia.
Wygrała czterokrotnie teleturniej Wielka gra, w 1994 (temat Tycjan), w 1998 (temat Mark Twain), w 1999 (temat Picasso), w 2001 (temat Sztuka Młodej Polski). W edycji Wielkiej gry na temat Józefa Mehoffera przegrała w przedostatnim pytaniu.
Ma dwoje dzieci. Mąż był redaktorem w „Tygodniku Płockim”. Interesuje się sztuką, literaturą i archiwistyką. Pasjonuje się ogrodnictwem. Dostała Złoty Krzyż Zasługi za osiągnięcia pedagogiczne i naukowe.